# Canterbury Museum
A Canterbury Museum Új-Zéland Canterbury régiójának múzeuma Christchurch városában. A múzeumot 1867-ben alapította Julius von Haast, saját személyes gyűjteményére építve, első igazgatója (kurátora) is ő lett. Az épület Új-Zéland elsőrendű műemlékei közé tartozik.

## Története
A múzeum gyűjteményének alapját Sir Julius von Haastnak, Canterbury tartomány főgeológusának a személyes gyűjteménye képezte, amit 1867-től bocsátott közszemlére a tartományi közigazgatás épületében. A gyűjtemény méltó elhelyezésére gyűjtés indult, amihez a tartományi tanács is hozzájárult. A leendő múzeum helyét a Christchurchi Botanikus Kert mellett jelölték ki. 1869-ben közbeszerzési eljárást indítottak, majd Benjamin Mountfort tervei alapján 1870-ben már meg is nyílhatott a múzeum neogótikus stílusú első épülete, gyakorlatilag egyetlen, 21,3-szor 10,6 méteres terem, amiben déli kaurifenyőből készült oszlopokon egy galéria is volt. Az épületet kívülről bazaltkővel borították.

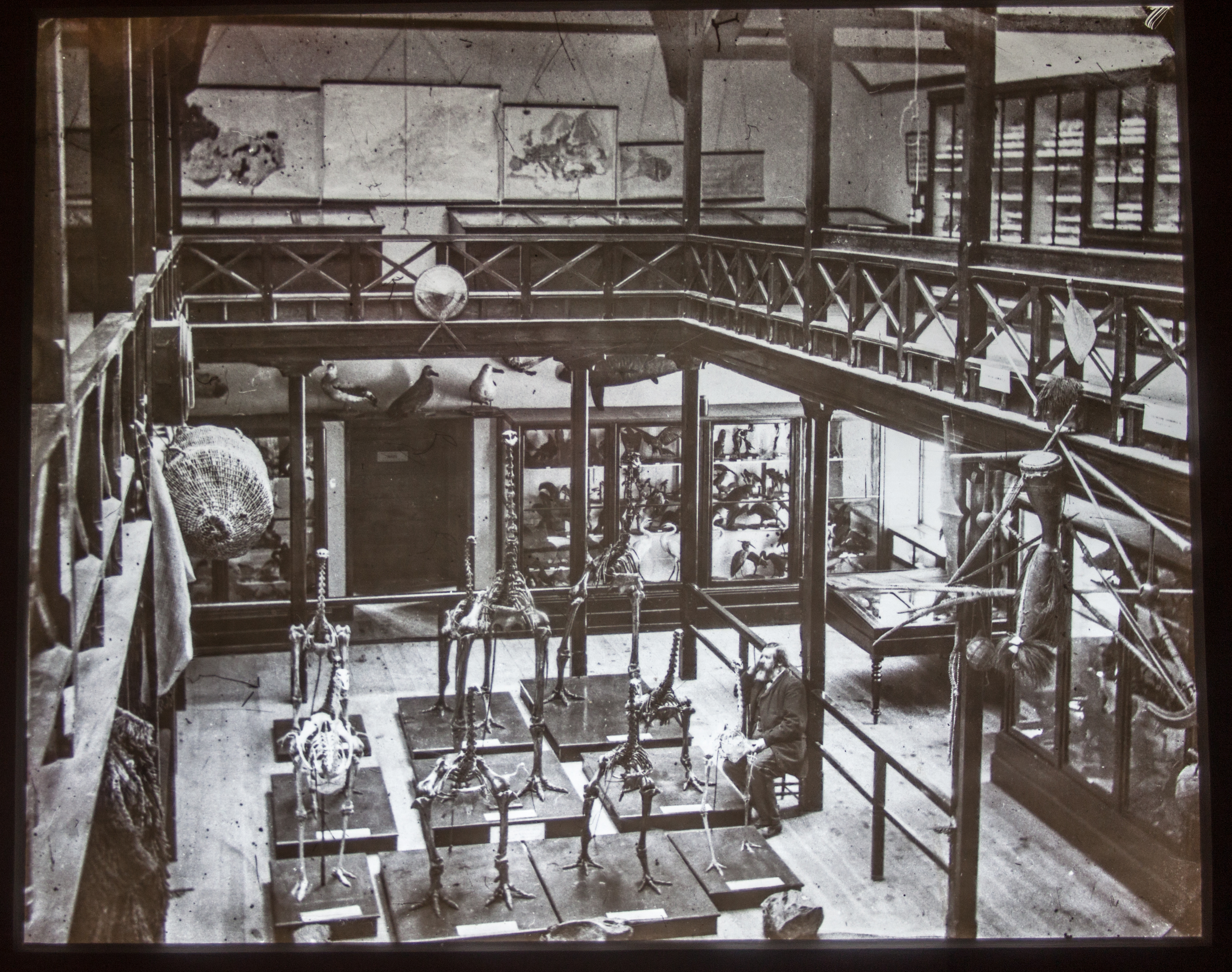
A múzeum első kiállítása 1870-ben; középen ülve Julius von Haast igazgató
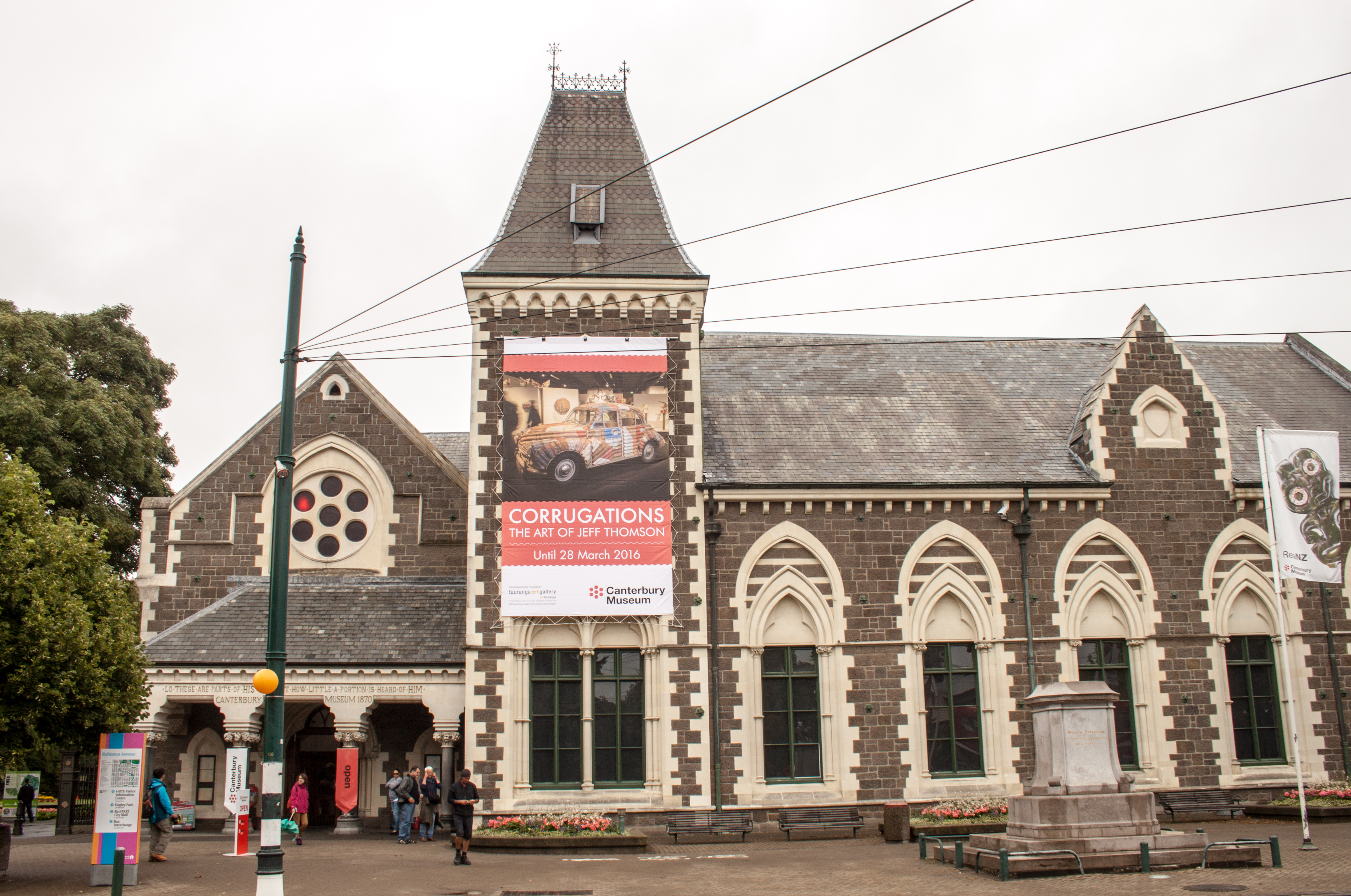
A múzeum főbejárata 2016-ban. Az előtérben álló szobortalapzatról a 2011-es földrengés döntötte le  William Rolleston szobrát
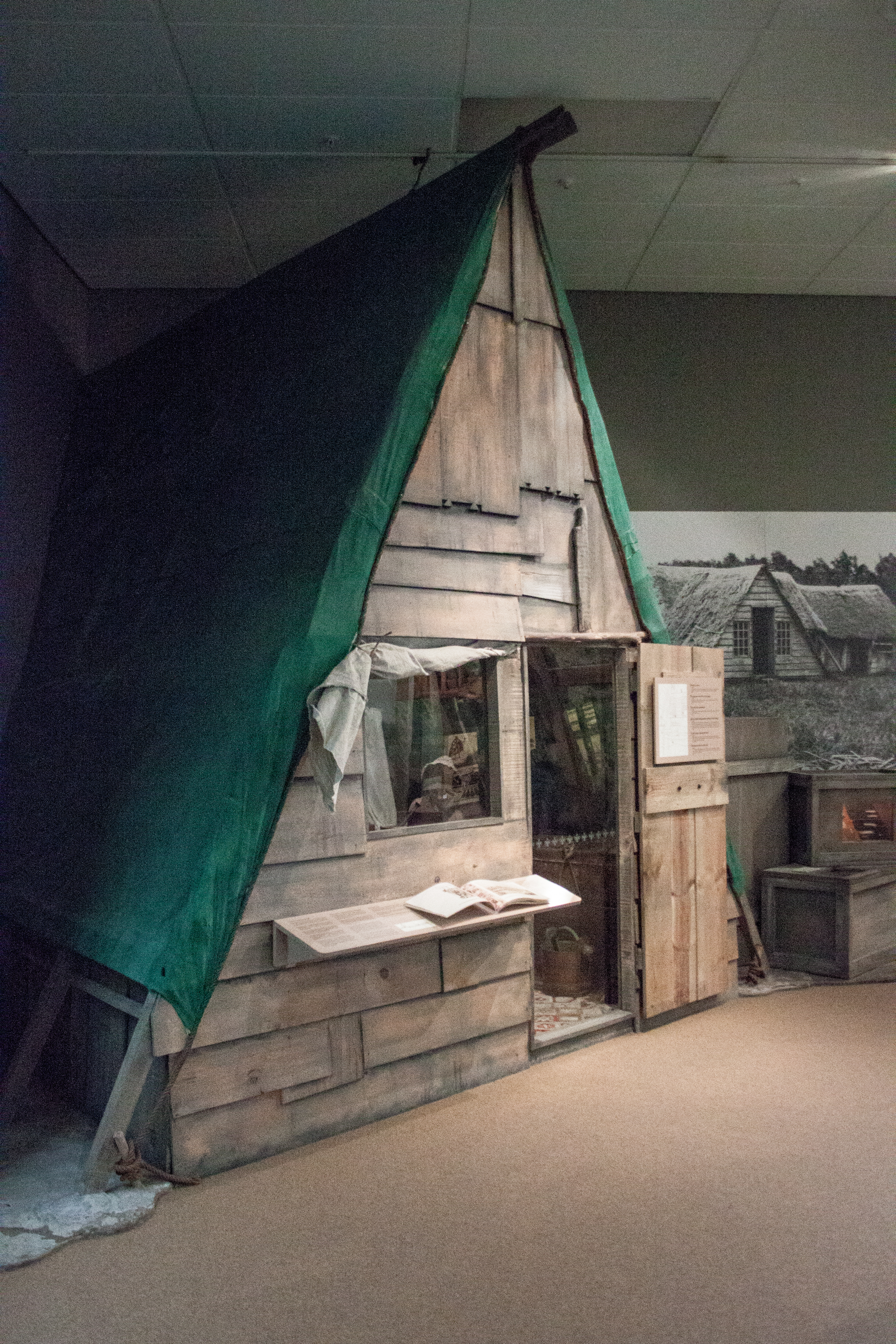
Az első európai bevándorlók házainak rekonstrukciója
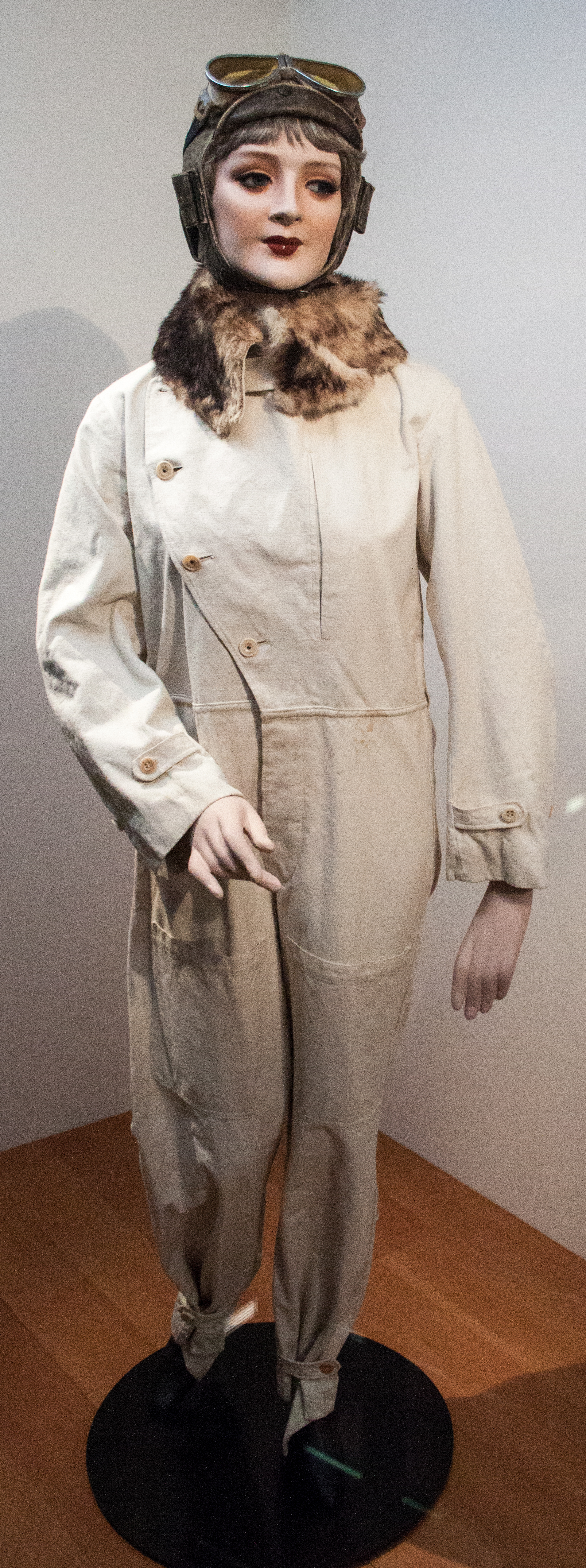
Az első új-zélandi női repülő overallja 1930-ból

Már 1872-ben kiegészítették az épületet egy viktoriánus stílusú kétszintes szárnnyal, majd 1876-ban újabb jelentős bővítésre került sor. 1882-ben befedték a belső udvart. A következő bővítés 1958-ban történt, majd 1977-ben elkészült az egykori igazgatóról elnevezett Roger Duff-szárny, amiben az antarktiszi felfedezéseket bemutató anyagot helyezték el.
1987 és 1995 között a 19. században épült szárnyakat megerősítették földrengésvédelmi célokból. 1995-ben, az épület 125. évfordulójára új, négyszintes szárnyat emeltek, elsősorban az időszaki kiállítások számára. A 2010-es és 2011-es földrengések, amelyek a városban jelentős károkat okoztak, a múzeumot csak kisebb mértékben károsították.
A múzeum élén Haast halála után az új-zélandi tudomány számos jelentős alakja váltotta egymást, köztük Frederick Wollaston Hutton, Henry Ogg Forbes, Charles Chilton zoológus, Edgar Ravenswood Waite, Robert Speight, Robert Falla, Roger Duff. 2016-ban a múzeum élén Anthony Wright állt, aki 1996-ban kapta meg kinevezését erre a posztra.
A múzeum látogatóinak száma a 2010-es években jelentős növekedésen ment keresztül, és a 2015-16-os pénzügyi évben először meghaladta a 700 000 főt.

## Gyűjteményei
A múzeum állandó kiállításai közül nemzetközi hírűek többek között az antarktiszi gyűjtemény, a Canterbury régió geológiájával, természetrajzával, az itt élő maorik és európai származású új-zélandiak történetével foglalkozó galériák.

### A régi maorik életét bemutató diorámák a múzeumban

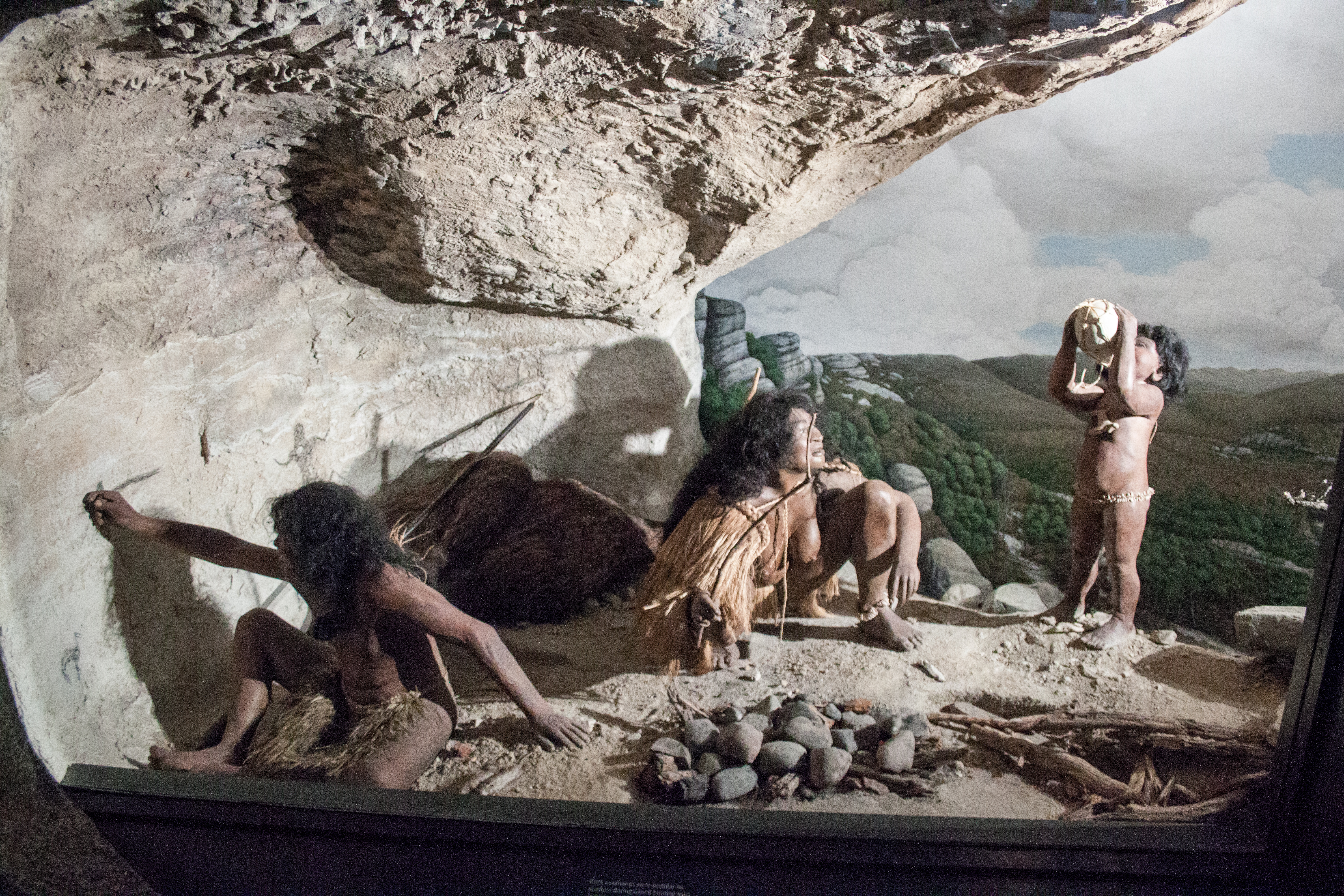
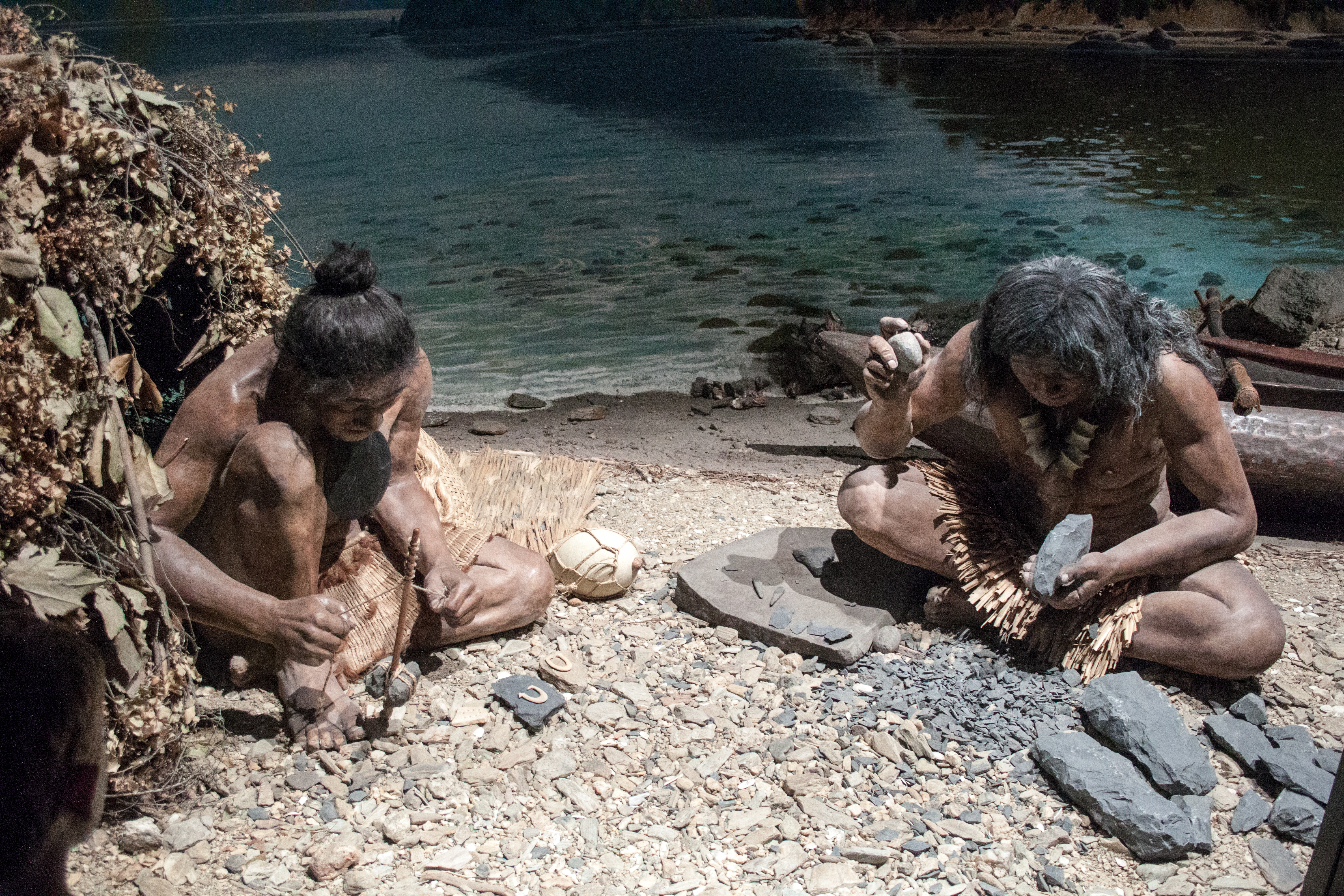
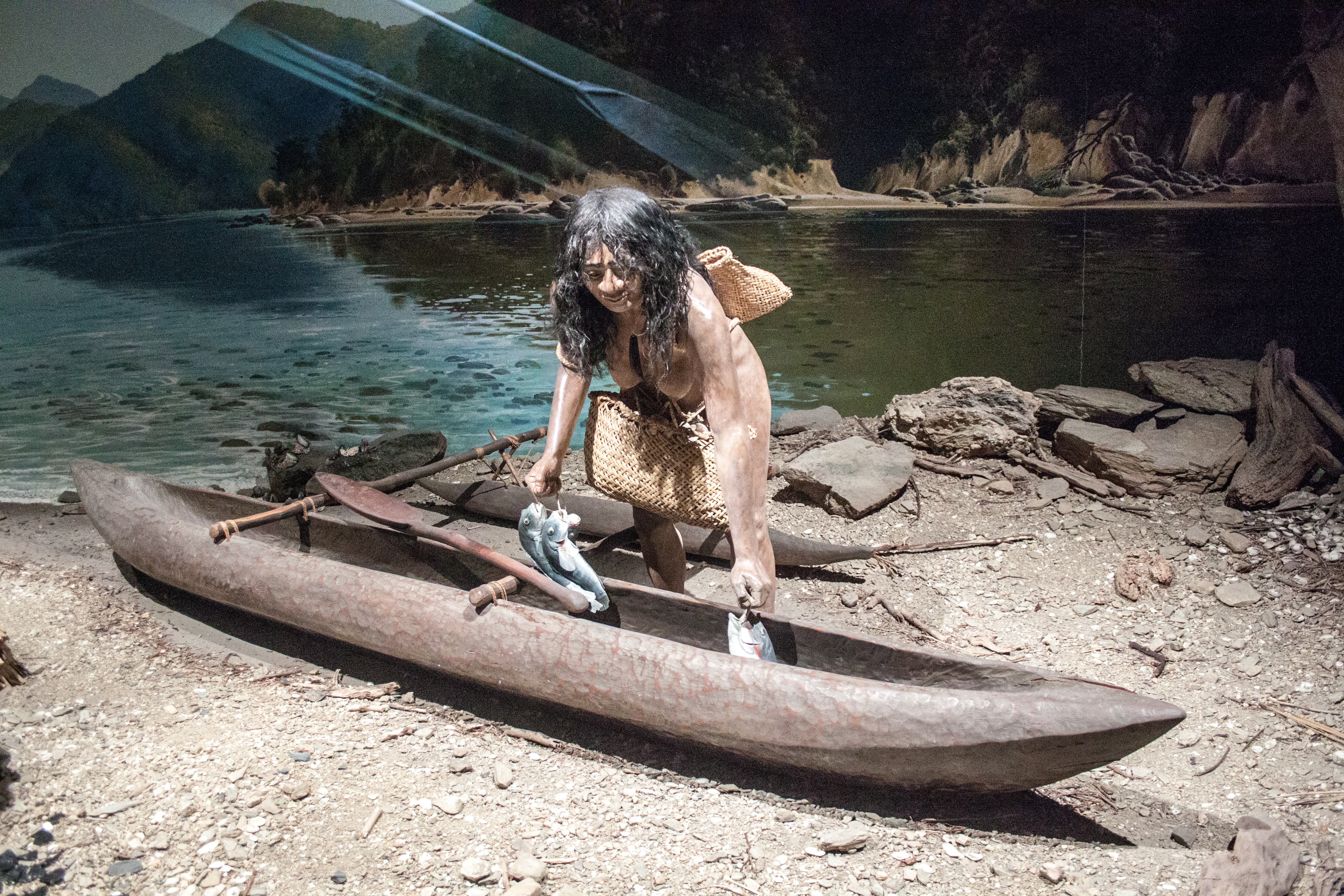
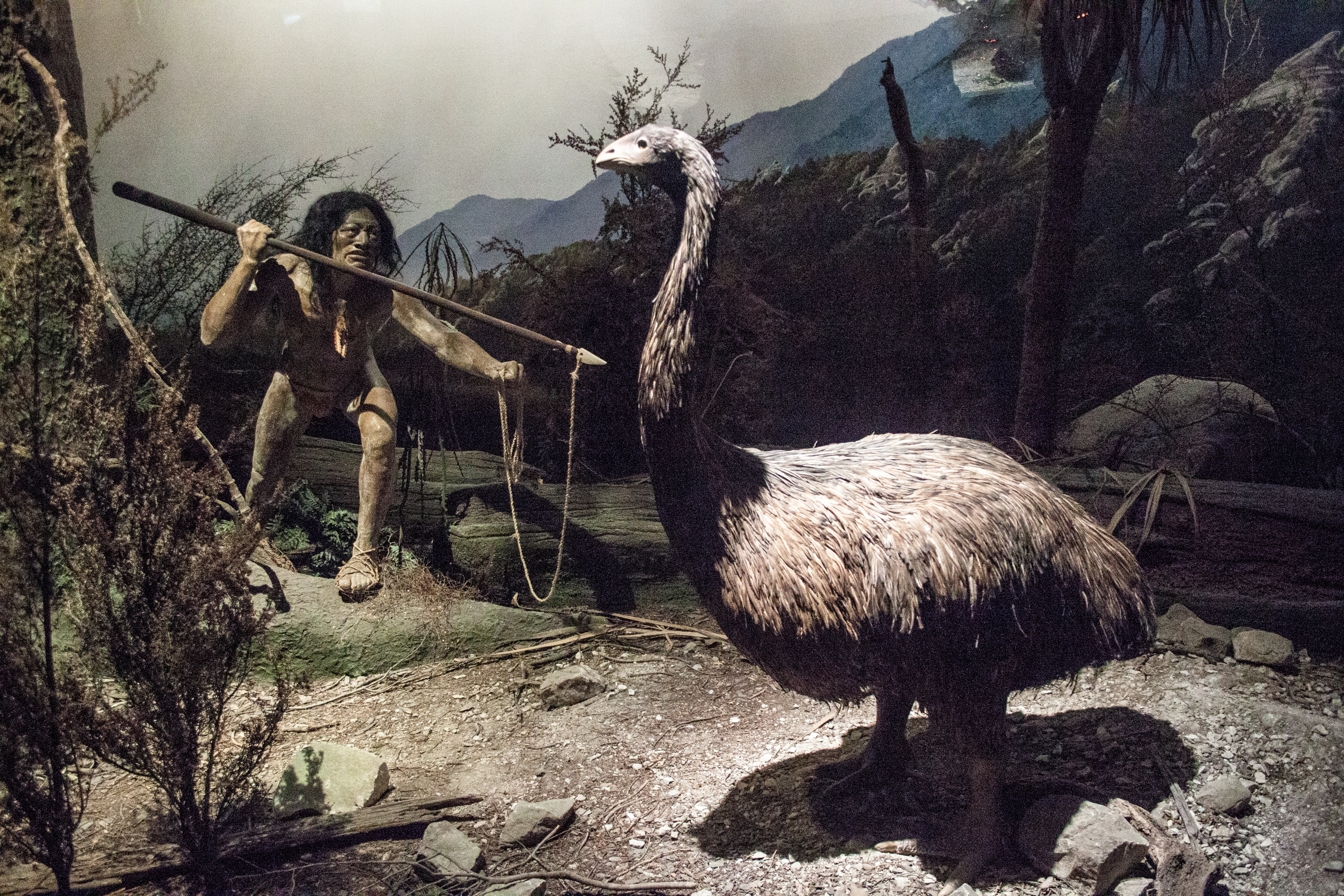
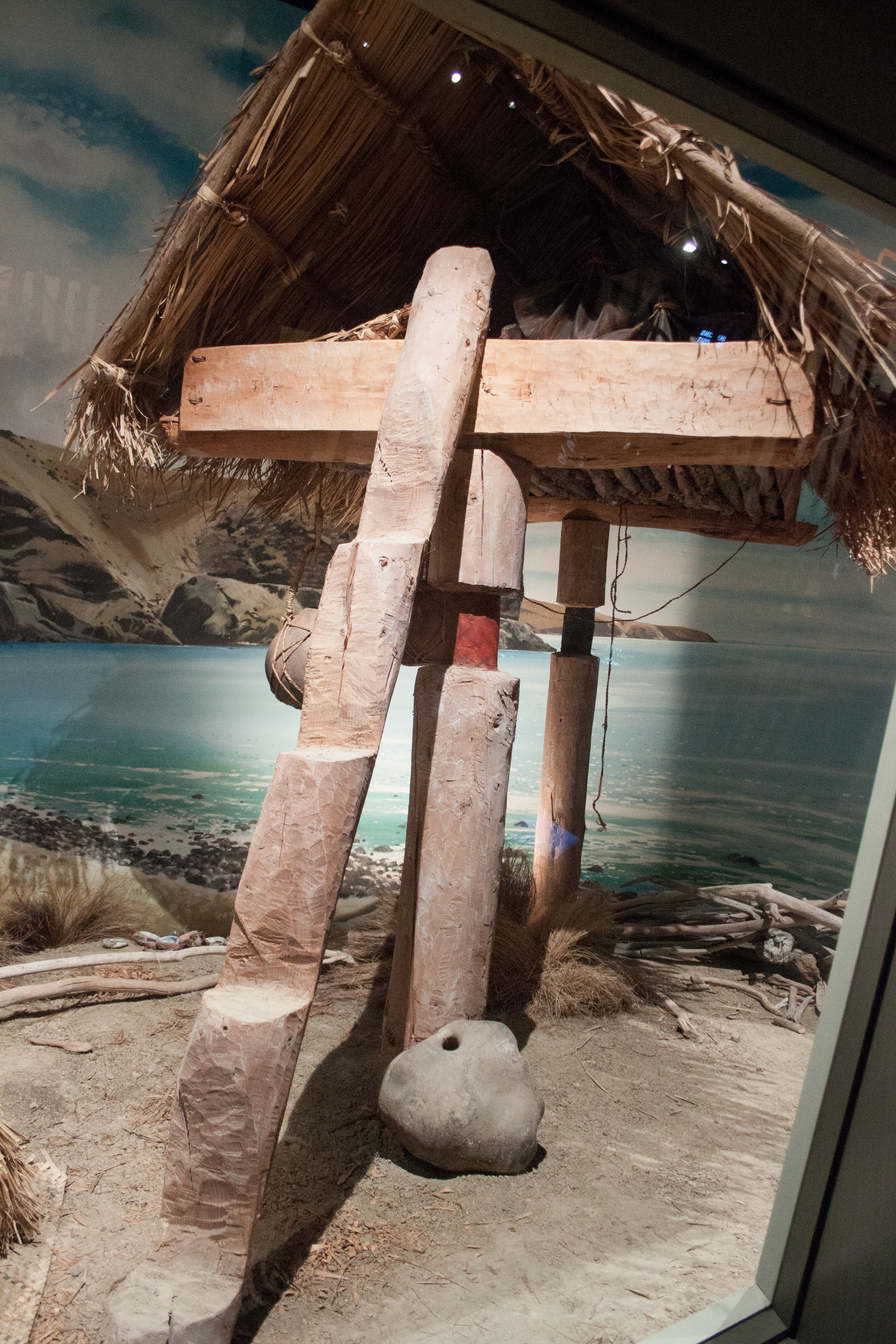